# Kabupaten d'Asahan
Le Kabupaten d'Asahan, en indonésien Kabupaten Asahan, est un kabupaten de la province indonésienne de Sumatra du Nord. Son chef-lieu est Kisaran. Sa superficie est de 4 581 km² et sa population de 935 000 habitants (recensement de 2000). Asahan est le premier kabupaten d'Indonésie à avoir créé un organisme de surveillance du service public, appelé "Ombudsman Daerah Asahan", en 2004.

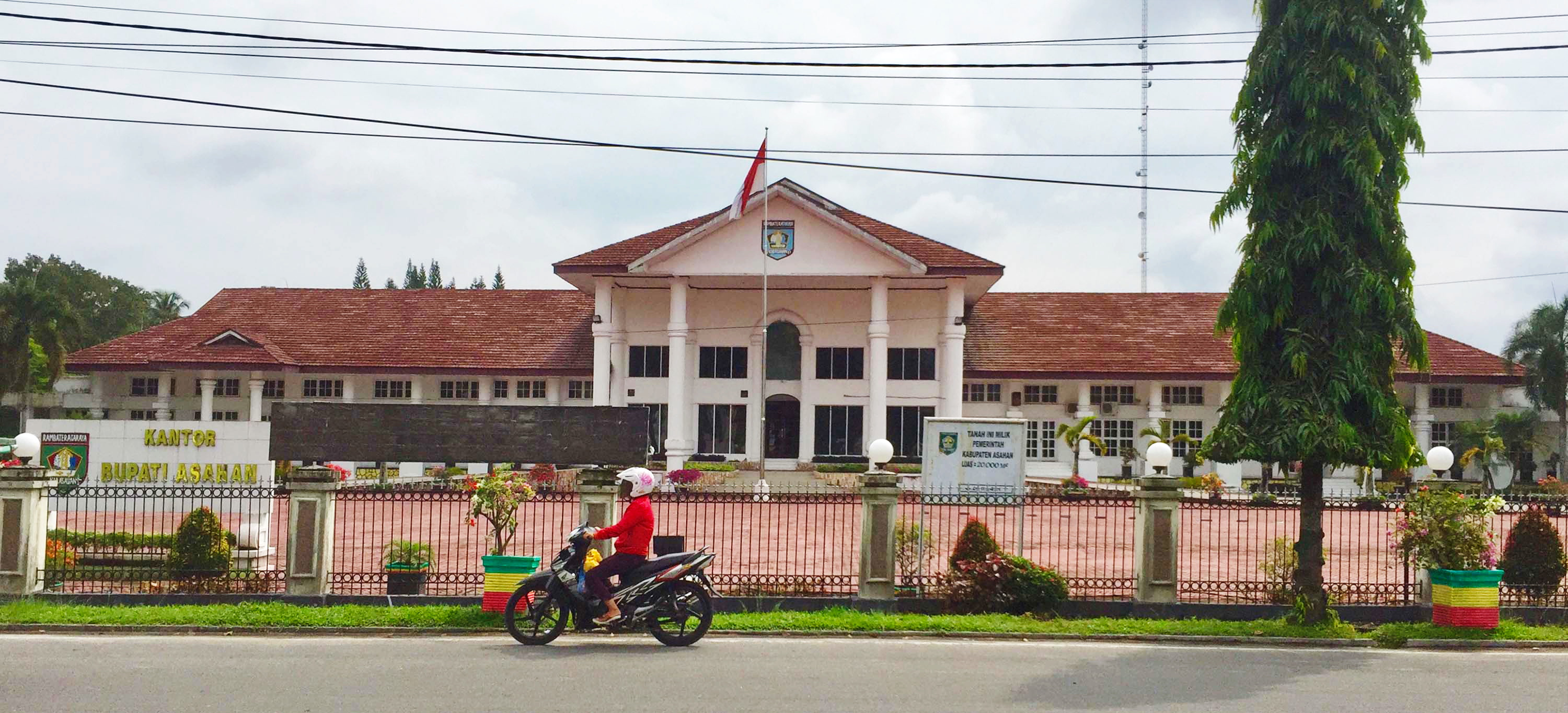
Bureau des Bupati d'Asahan

Asahan était autrefois un sultanat.

## Histoire
- « http://www.pemkab-asahan.go.id/ »(Archive.org • Wikiwix • Archive.is • Google • Que faire ?)